# Humularia
Humularia är ett släkte av ärtväxter. Humularia ingår i familjen ärtväxter.

## Dottertaxa tillHumularia, i alfabetisk ordning[1]
- Humularia affinis
- Humularia anceps
- Humularia apiculata
- Humularia bequaertii
- Humularia bifoliolata
- Humularia callensii
- Humularia chevalieri
- Humularia ciliato-denticulata
- Humularia corbisieri
- Humularia descampsii
- Humularia drepanocephala
- Humularia duvigneaudii
- Humularia elegantula
- Humularia elisabethvilleana
- Humularia flabelliformis
- Humularia kapiriensis
- Humularia kassneri
- Humularia katangensis
- Humularia ledermannii
- Humularia magnistipulata
- Humularia mendoncae
- Humularia meyeri-johannis
- Humularia minima
- Humularia multifoliolata
- Humularia pseudaeschynomene
- Humularia renieri
- Humularia rosea
- Humularia submarginalis
- Humularia sudanica
- Humularia tenuis
- Humularia upembae
- Humularia welwitschii
- Humularia wittei